# Láser Er:YAG

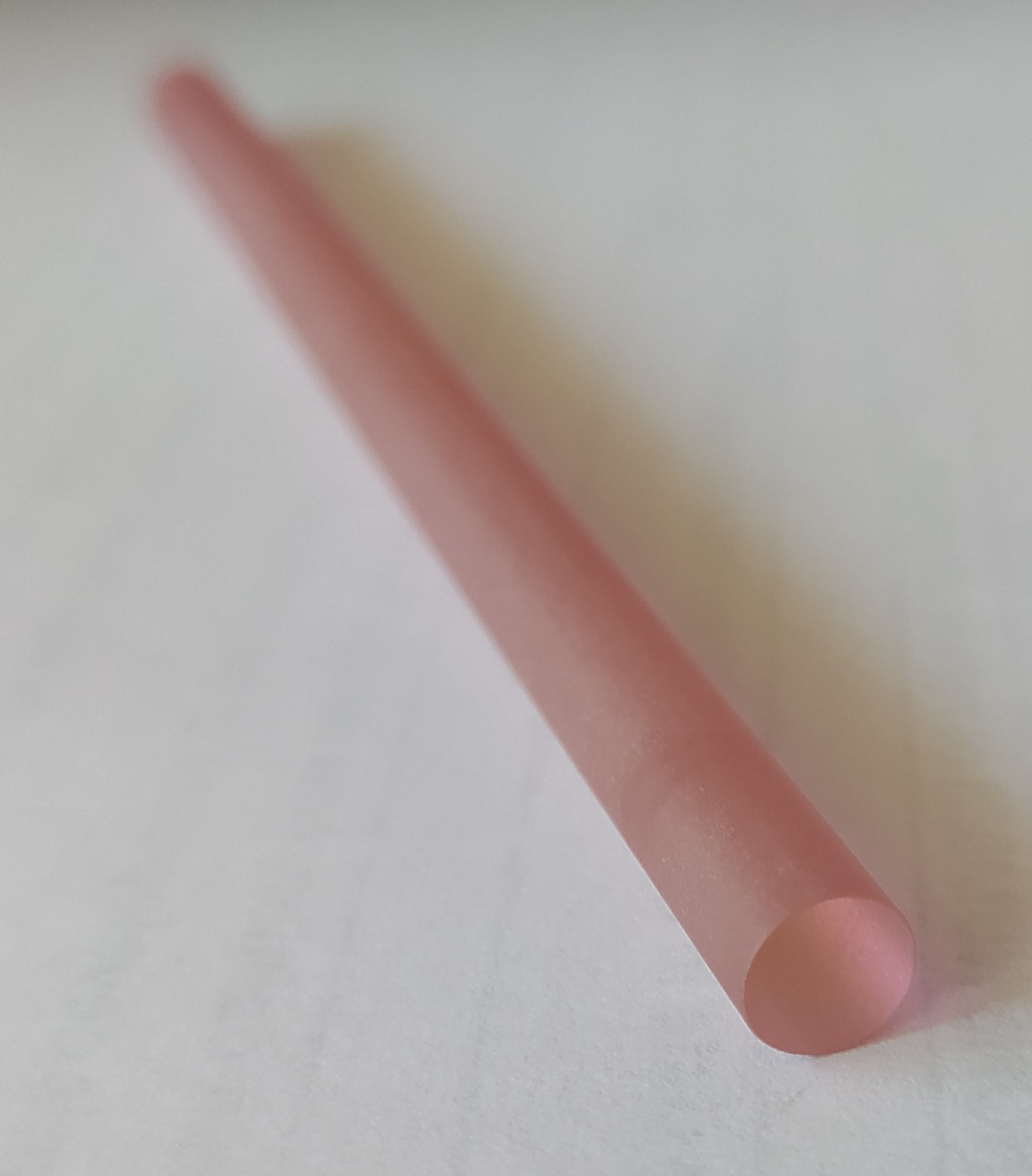
Varilla láser Er:YAG

Un láser Er:YAG (láser de granate de itrio-aluminio dopado con erbio, láser de erbio YAG) es un láser de estado sólido cuyo medio láser activo es el granate de aluminio e itrio dopado con erbio (Er:Y3 Al5 O12 ). Los láseres Er:YAG suelen emitir luz con una longitud de onda de 2940 nm, que es luz infrarroja.

## Aplicaciones
La salida de un láser Er:YAG es fuertemente absorbida por el agua. Por eso se utilizan mucho en procedimientos médicos en los que no se desea una penetración profunda en los tejidos.
Los láseres Erbium-YAG se han utilizado para el rejuvenecimiento con láser de la piel humana. Algunos ejemplos son el tratamiento de las cicatrices de acné, arrugas profundas y melasma. Además de ser absorbido por el agua,el láser Er:YAG también es absorbido por la hidroxiapatita, lo que lo convierte en un buen láser para cortar huesos y tejidos blandos. Se han encontrado aplicaciones de cirugía ósea en cirugía oral, odontología, implantología y otorrinolaringología. Los láseres Er:YAG son más seguros para la eliminación de verrugas que los láseres de dióxido de carbono, porque el ADN del virus del papiloma humano (VPH) no se encuentra en la columna del láser. Los láseres Er:YAG pueden utilizarse en la cirugía de cataratas asistida por láser, pero debido a su naturaleza absorbible por el agua se prefiere más el Nd:YAG.
Los láseres dentales Erbium YAG son eficaces para eliminar la caries dental de forma atraumática, a menudo sin necesidad de anestesia local para adormecer el diente.

## Otras lecturas
- Apitz, I.; Vogel, A. (2005). «Material ejection in nanosecond Er:YAG laser ablation of water, liver, and skin». Applied Physics A 81 (2): 329-338. Bibcode:2005ApPhA..81..329A. ISSN 0947-8396. doi:10.1007/s00339-005-3213-5.